# Capi di Stato e di governo nel 1950
Questa è la lista dei capi di Stato e di governo nel 1950.

## Africa
- Egitto
  - Re: Farouk (1936-1952)
  - Primo ministro:
    1. Hussein Serry Pasha (1949-1950)
    2. Mustafa al-Nahhas (1950-1952)
- Etiopia
  - Imperatore: Haile Selassie I (1941-1974)
  - Primo ministro: Makonnen Endelkachew (1942-1957)
- Liberia
  - Presidente: William Tubman (1944-1971)
- Sud Africa
  - Re: Giorgio VI (1936-1952)
  - Governatore generale: Gideon van Zyl (1946-1951)
  - Primo ministro: Daniel François Malan (1948-1954)

## America
- Argentina
  - Presidente: Juan Domingo Perón (1946-1955)
- Bolivia
  - Presidente: Mamerto Urriolagoitía (1949-1951)
- Brasile
  - Presidente: Eurico Gaspar Dutra (1946-1951)
- Canada
  - Re: Giorgio VI (1936-1952)
  - Governatore generale del Canada: Harold Alexander (1946-1952)
  - Primo ministro: Louis Saint-Laurent (1948-1957)
- Cile
  - Presidente: Gabriel González Videla (1946-1952)
- Colombia
  - Presidente:
    1. Mariano Ospina Pérez (1946-1950)
    2. Laureano Gómez Castro (1950-1951)
- Costa Rica
  - Presidente: Otilio Ulate Blanco (1949-1953)
- Cuba
  - Presidente: Carlos Prío Socarrás (1948-1952)
  - Primo ministro:
    1. Manuel Antonio de Varona (1948-1950)
    2. Félix Lancís Sánchez (1950-1951)
- Repubblica Dominicana
  - Presidente: Rafael Leónidas Trujillo (1942-1952)
- Ecuador
  - Presidente: Galo Plaza (1948-1952)
- El Salvador
  - Presidente:
    1. Consiglio di governo rivoluzionario (1948-1950)
    2. Óscar Osorio (1950-1956)
- Guatemala
  - Presidente: Juan José Arévalo (1945-1951)
- Haiti
  - Presidente:
    1. Dumarsais Estimé (1946-1950)
    2. Franck Lavaud (1950)
    3. Paul Eugène Magloire (1950-1956)
- Honduras
  - Presidente: Juan Manuel Gálvez (1949-1954)
- Messico
  - Presidente: Miguel Alemán Valdés (1946-1952)
- Nicaragua
  - Presidente:
    1. Víctor Manuel Román y Reyes (1947-1950)
    2. Manuel Fernando Zurita (1950)
    3. Anastasio Somoza García (1950-1956)
- Panama
  - Presidente:  Arnulfo Arias (1949-1951)
- Paraguay
  - Presidente: Federico Chávez (1949-1954)
- Perù
  - Presidente:
    1. Manuel A. Odría (1946-1950)
    2. Zenón Noriega Agüero (1950)
    3. Manuel A. Odría (1950-1956)

  - Primo ministro: Zenón Noriega Agüero (1950-1954)
- Stati Uniti d'America
  - Presidente: Harry Truman (1945-1953)
- Uruguay
  - Presidente: Luis Batlle Berres (1947-1951)
- Venezuela
  - Presidente:
    1. Carlos Delgado Chalbaud (1948-1950)
    2. Germán Suárez Flamerich (1950-1952)

## Asia
- Afghanistan
  - Re: Mohammed Zahir Shah (1933-1973)
  - Primo ministro: Shah Mahmud Khan (1946-1953)
- Arabia Saudita
  - Re: Abd al-Aziz, (1932-1953)
- Bhutan
  - Re: Jigme Wangchuck (1926-1952)
  - Primo ministro: Raja Sonam Tobgay Dorji (1917-1952)
- Birmania
  - Presidente: Sao Shwe Thaik (1948-1952)
  - Primo ministro: U Nu (1948-1956)
- Ceylon
  - Re: Giorgio VI (1936-1952)
  - Governatore generale: Herwald Ramsbotham (1949-1954)
  - Primo ministro: Don Stephen Senanayake (1947-1952) nota
- Cina
  - Presidente: Mao Tse-tung (1949-1959)
  - Primo ministro: Zhou Enlai (1949-1976)
- Corea del Nord
  - Capo di Stato: Kim Tu-bong (1948-1957)
  - Primo ministro: Kim Il-sung (1948-1972)
- Corea del Sud
  - Presidente: Syngman Rhee (1948-1960)
  - Primo ministro:
    1. Lee Beom-seok (1948-1950)
    2. Shin Sung-mo (1950)
    3. Chang Myon (1950-1952)
- Filippine
  - Presidente: Elpidio Quirino (1948-1953)
- Giappone
  - Imperatore: Hirohito (1926-1989)
  - Primo ministro: Shigeru Yoshida (1948-1954)
  - Comandante supremo delle forze alleate: Douglas MacArthur (1945-1951)
- Giordania
  - Re: Abd Allah I di Giordania (1946-1951)
  - Primo ministro:
    1. Tawfik Abu Al-Huda (1947-1950)
    2. Sa`id Mufti (1950)
    3. Samir Al-Rifai (1950-1951)
- India
  - Re (fino al 26 gennaio 1950): Giorgio VI (1936-1950)
  - Governatore generale (fino al 26 gennaio 1950): Chakravarthi Rajagopalachari (1948-1950)
  - Presidente (dal 26 gennaio 1950): Rajendra Prasad (1950-1962)
  - Primo ministro: Jawaharlal Nehru (1947-1964)
- Indonesia
  - Presidente: Sukarno (1945-1967)
  - Primo ministro:
    1. Mohammad Hatt (1948-1950)
    2. Abdul Halim (1950)
    3. Mohammad Natsir (1950-1951)
- Iran
  - Shah: Mohammad Reza Pahlavi (1941-1979)
  - Primo ministro:
    1. Mohammad Sa'ed (1948-1950)
    2. Ali Mansur (1950)
    3. Ali Razmara (1950-1951)
- Iraq
  - Re: Faisal II (1939-1958)
  - Primo ministro:
    1. 'Ali Jawdat al-Ayyubi (1949-1950)
    2. Tawfeeq Al-Suwaidi (1950)
    3. Nuri al-Sa'id (1950-1952)
- Israele
  - Presidente: Chaim Weizmann (1948-1952)
  - Primo ministro: David Ben Gurion (1948-1954)
- Libano
  - Presidente: Bishara al-Khuri (1943-1952)
  - Primo ministro: Riyad al-Sulh (1946-1951)
- Mascate e Oman
  - Sultano: Sa'id bin Taymur (1932-1970)
- Mongolia
  - Presidente: Gonchigiin Bumtsend (1940-1953)
  - Primo ministro: Horloogijn Čojbalsan (1939-1952)
- Nepal
  - Re:
    1. Tribhuvan del Nepal (1911-1950)
    2. Gyanendra del Nepal (1950-1951)

  - Primo ministro: Mohan Shamsher Jang Bahadur Rana (1948-1951)
- Pakistan
  - Re: Giorgio VI (1936-1952)
  - Governatore generale: Khawaja Nazimuddin (1948-1951)
  - Primo ministro: Liaquat Ali Khan (1947-1951)
- Siria
  - Presidente: Hashim el-Atassi (1949-1951)
  - Primo ministro:
    1. Khalid al-Azm (1949-1950)
    2. Nazim al-Qudsi (1950-1951)
- Taiwan
  - Presidente:
    1. Li Zongren (1949-1950) ad interim
    2. Chiang Kai-shek (1950-1975)

  - Primo ministro:
    1. Yan Xishan (1949-1950)
    2. Chen Cheng (1950-1954)
- Thailandia
  - Re: Bhumibol Adulyadej (1946-2016)
  - Reggente: Rangsit Prayurasakdi (1950-1951)
  - Primo ministro: Plaek Phibunsongkhram (1948-1957)
- Turchia
  - Presidente:
    1. İsmet İnönü (1938-1950)
    2. Celâl Bayar (1950-1960)

  - Primo ministro:
    1. Şemsettin Günaltay (1949-1950)
    2. Adnan Menderes (1950-1960)
- Vietnam del Nord
  - Presidente: Ho Chi Minh (1945-1969)
  - Primo ministro: Ho Chi Minh (1945-1955)
- Vietnam del Sud
  - Presidente: Bảo Đại (1949-1955)
  - Primo ministro:
    1. Bảo Đại (1949-1950)
    2. Nguyễn Phan Long (1950)
    3. Tran Van Huu (1950-1952)
- Yemen
  - Re: Ahmad bin Yahya (1948-1955)
  - Primo ministro: Hassan ibnbin Yahya (1948-1955)

## Europa
- Albania
  - Presidente: Ömer Nishani (1944-1953)
  - Primo ministro: Enver Hoxha (1944-1954)
- Andorra
  - Coprincipi di Andorra:
    - Coprincipe francese: Vincent Auriol (1947-1954)
    - Coprincipe episcopale: Ramón Iglesias i Navarri (1943-1969)
- Austria
  - Presidente:
    1. Karl Renner (1945-1950)
    2. Leopold Figl (1950-1951) ad interim

  - Primo ministro: Leopold Figl (1945-1953)
  - Governatore militare statunitense:
    1. Geoffrey Keyes (1947-1950)
    2. Walter J. Donnelly (1950-1952)

  - Governatore militare britannico:
    1. Alexander Galloway (1947-1950)
    2. Thomas Willoughby Winterton (1950)
    3. Harold Caccia (1950-1954)

  - Governatore militare francese:
    1. Antoine Béthouart (1945-1950)
    2. Jean Payart (1950-1955)

  - Governatore militare sovietico: Vladimir Sviridov (1949-1953)
- Belgio
  - Re: Leopoldo III (1934-1951)[1]
  - Reggenti:
    1. Carlo Teodoro (1945-1950)
    2. Baldovino (1950-1951)

  - Primo ministro:
    1. Gaston Eyskens (1949-1950)
    2. Jean Duvieusart (1950)
    3. Joseph Pholien (1950-1952)
- Bulgaria
  - Presidente:
    1. Minčo Nejčev (1947-1950)
    2. Georgi Damjanov (1950-1958)

  - Primo ministro:
    1. Vasil Kolarov (1949-1950)
    2. Vălko Červenkov (1950-1956)
- Cecoslovacchia
  - Presidente: Klement Gottwald (1948-1953)
  - Primo ministro: Antonín Zápotocký (1948-1953)
- Danimarca
  - Re: Federico IX (1947-1972)
  - Primo ministro:
    1. Hans Hedtoft (1947-1950)
    2. Erik Eriksen (1950-1953)
- Finlandia
  - Presidente: Juho Kusti Paasikivi (1946-1956)
  - Primo ministro:
    1. Karl-August Fagerholm (1948-1950)
    2. Urho Kekkonen (1950-1953)
- Francia
  - Presidente: Vincent Auriol (1947-1954)
  - Primo ministro:
    1. Georges Bidault (1949-1950)
    2. Henri Queuille (1950)
    3. René Pleven (1950-1951)
- Germania Est
  - Presidente: Wilhelm Pieck (1949-1960)
  - Presidente del Consiglio: Otto Grotewohl (1949-1964)
- Germania Ovest
  - Presidente: Theodor Heuss (1949-1959)
  - Cancelliere: Konrad Adenauer (1949-1963)
- Grecia
  - Re: Paolo (1947-1964)
  - Primo ministro:
    1. Alexandros Diomidis (1949-1950)
    2. Ioannis Theotokis (1950)
    3. Sofoklīs Venizelos (1950)
    4. Nikolaos Plastiras (1950)
    5. Sofoklīs Venizelos (1950-1951)
- Irlanda
  - Presidente: Seán T. O'Kelly (1945-1959)
  - Primo ministro: John Aloysius Costello (1948-1951)
- Islanda
  - Presidente: Sveinn Björnsson (1944-1952)
  - Primo ministro:
    1. Ólafur Thors (1949-1950)
    2. Steingrímur Steinþórsson (1950-1953)
- Italia
  - Presidente: Luigi Einaudi (1948-1955)
  - Primo ministro: Alcide De Gasperi (1945-1953)
- Jugoslavia
  - Capo di Stato: Ivan Ribar (1945-1953)
  - Primo ministro: Josip Broz Tito (1945-1963)
- Liechtenstein
  - Principe:Francesco Giuseppe II (1938-1989)
  - Primo ministro: Alexander Frick (1945-1962)
- Lussemburgo
  - Granduchessa: Carlotta (1919-1964)[2]
  - Primo ministro: Pierre Dupong (1937-1953)[3]
- Monaco
  - Principe: Rainieri (1949-2005)
  - Primo ministro:
    1. Jacques Rueff (1949-1950)
    2. Pierre Voizard (1950-1953)
- Norvegia
  - Re: Haakon VII (1905-1957)[2]
  - Primo ministro:
    1. Einar Gerhardsen (1945-1951)
- Paesi Bassi
  - Regina: Giuliana (1948-1980)
  - Primo ministro: Willem Drees (1948-1958)
- Polonia
  - Presidente: Bolesław Bierut (1944-1952)
  - Primo ministro: Józef Cyrankiewicz (1947-1952)
- Portogallo
  - Presidente: António Óscar Carmona (1926-1951)
  - Primo ministro: António de Oliveira Salazar (1932-1968)
- Regno Unito
  - Re: Giorgio VI (1936-1952)
  - Primo ministro: Clement Attlee (1945-1951)
- Romania
  - Presidente: Constantin Parhon (1947-1952)
  - Primo ministro: Petru Groza (1945-1952)
- San Marino
  - Capitani reggenti:
    1. Vincenzo Pedini e Agostino Biordi (1949-1950)
    2. Giuseppe Forcellini e Primo Taddei (1950)
    3. Marino Della Balda e Luigi Montironi (1950-1951)
- Spagna
  - Capo di Stato: Francisco Franco (1936-1975)
  - Primo ministro: Francisco Franco (1939-1973)
- Svezia
  - Re:
    1. Gustavo V (1907-1950)
    2. Gustavo VI Adolfo (1950-1973)

  - Primo ministro: Tage Erlander (1946-1969)
- Svizzera
  - Presidente: Max Petitpierre (1950)
- Ungheria
  - Presidente:
    1. Árpád Szakasits (1948-1950)
    2. Sándor Rónai (1950-1952)

  - Primo ministro: István Dobi (1948-1952)
- Unione Sovietica
  - Presidente: Nikolaj Michajlovič Švernik (1946-1953)
  - Primo ministro: Iosif Stalin (1941-1953)
- Vaticano
  - Papa: Pio XII (1939-1958)
  - Presidente del Governatorato: Nicola Canali (1939-1961)

## Oceania
- Australia
  - Re: Giorgio VI (1936-1952)
  - Governatore generale: Sir William McKell (1947-1953)
  - Primo ministro: Robert Menzies (1949-1966)
- Nuova Zelanda
  - Re: Giorgio VI (1936-1952)
  - Governatore generale: Bernard Freyberg (1946-1952)
  - Primo ministro: Sidney Holland (1949-1957)